# Барух, Бернард
Бе́рнард Ма́ннес Бару́х (англ. Bernard Mannes Baruch; 19 августа 1870, Камден, Южная Каролина — 20 июня 1965, Нью-Йорк) — американский финансист, биржевой спекулянт, а также политический и государственный деятель.
Бернард Барух состоял советником при президентах США Вудро Вильсоне и Франклине Д. Рузвельте. В 1947 году первым в мире, в официальной обстановке, употребил термин «холодная война».

## Биография
Родился в Южной Каролине и был вторым из четырёх сыновей Симона и Белл Барух. Его отец, Симон Барух (1840—1921), немецкий иммигрант еврейского происхождения, эмигрировал из Германии в США в 1855 году. Будучи по профессии врачом, во время Гражданской войны служил в армии южан и был одним из основоположников физиотерапии.
В 1881 году его семья переехала в Нью-Йорк, где Бернард поступил в Сити-колледж (англ. City College of New York). После окончания начал работать брокером в фирме А. А. Хаусмэн энд Компани (англ. A. A. Housman and Company). Приобрёл место на Нью-Йоркской фондовой бирже, занимался успешными спекуляциями сахарными контрактами. В 1903 году основал свою собственную брокерскую фирму, в 33 года стал миллионером. Несмотря на процветавшую в то время практику создания различных трастов с целью манипуляции рынком, Барух проводил все свои операции один, за что и получил прозвище «одинокий волк Wall Street».

## Советник президента
Активное проникновение Баруха в политическую жизнь началось в 1912 году. Своими деньгами он поддержал Вудро Вильсона в его президентской кампании. В фонд демократов Барух внёс $50 тыс. В благодарность за это Вильсон назначил его в ведомство национальной обороны. Во время Первой мировой войны он стал главой Военно-промышленного комитета (англ. War Industries Board) и сыграл ключевую роль в переориентировании американской промышленности под военные нужды.
После Первой мировой войны работал в Высшем экономическом совете Версальской конференции и был личным экономическим советником президента Т. В. Вильсона. После Вудро Вильсона он оставался неизменным спутником президентов Уоррена Гардинга, Герберта Гувера, Франклина Рузвельта и Гарри Трумэна. Во время Второй мировой войны президент Ф. Д. Рузвельт назначил Баруха председателем комитета по ликвидации нехватки каучука. В 1943 году Барух стал советником директора отдела военной мобилизации Д. Бирнса.

## «План Баруха»
В 1946 году Гарри Трумэн назначил Баруха представителем США в комиссии ООН по атомной энергии (англ. United Nations Atomic Energy Commission). На первом заседании Комиссии, 14 июня 1946 года, Барух огласил план США тотального запрещения ядерного оружия, вошедшего в историю под названием «План Баруха». Он предусматривал, что все государства, проводящие исследования в ядерной сфере, должны обмениваться соответствующей информацией; все ядерные программы должны носить исключительно мирный характер; ядерное оружие и иные виды оружия массового уничтожения должны быть уничтожены — для выполнения этих задач требуется создать компетентные международные структуры, которые обязаны контролировать действия отдельных государств. Данный план также содержал такие пункты как создание международного Агентства по атомным разработкам (Atomic Development Authority), предполагалась передача этому агентству контроля над атомным производством и обмен исследованиями в рамках него между странами. Более того, план включал в себя передачу агентству технологической информации США по атомной энергетике. Контроль агентства должен был осуществляться в рамках международных инспекций на местах. План предполагал введение механизма контроля за ядерными программами вступающих в сотрудничество стран через проведение международных инспекций на территориях этих стран. Центральным органом этого агентства должна была стать комиссия ООН по атомной энергетике.

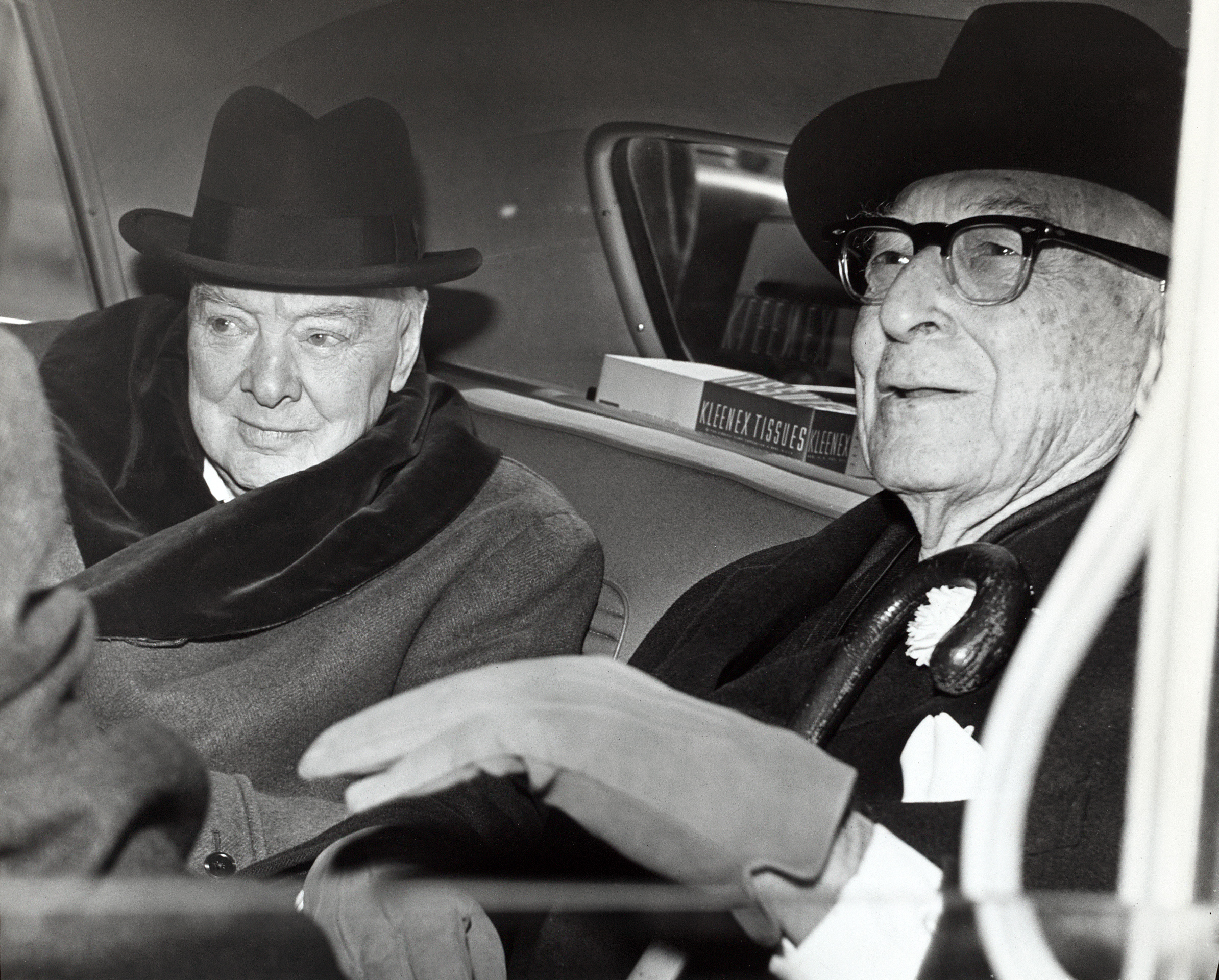
Уинстон Черчилль и Бернард Барух, 1961 год

Однако такой план не устраивал СССР, так как, будучи принятым, он явно замедлил бы движение СССР к созданию своего ядерного потенциала, необходимого для обеспечения собственной безопасности. Такая необходимость стала очевидной после показа своего могущества США 6 и 9 августа 1945 года, когда на города Хиросима и Нагасаки с мирными жителями были сброшены ядерные бомбы. Именно поэтому советская дипломатия на конференции ООН выдвинула идею отказа от использования атомной энергетики. Сам «план Баруха» представляет собой доклад Ачесона-Лилиенталя, в который Барух внёс два значительных изменения: на упоминаемый в докладе международный орган по контролю за атомной энергией не распространялось бы право вето постоянных членов Совета Безопасности ООН, а также этот орган мог бы принимать принудительные меры против нарушителей правил контроля в обход Совета Безопасности ООН. Такие положения коренным образом расходились с Уставом ООН и его структурой, поэтому «план Баруха» принят не был. Американский дипломат и историк Б. Бечхофер, который в 1950-е годы в составе делегаций США принимал участие в переговорах по разоружению, говорил об этом проекте следующее: «Содержавшийся в „плане Баруха“ подход к вето внёс в переговорный процесс посторонний и ненужный элемент, позволивший Советскому Союзу занять позицию, благодаря которой он получил существенную поддержку за пределами своего блока. Позиция Баруха в отношении вето является экстремальным примером его изоляции от генеральной линии внешней политики США».
При этом США пошли ва-банк: они предложили остальным странам отказаться от своего ядерного оружия при условии, что США примут на себя обязательство дополнительно не производить его и согласятся создать адекватную систему контроля. План был отвергнут СССР. Советские представители объяснили это тем, что США и их союзникам невозможно доверять. При этом Советский Союз предложил, чтобы и США тоже уничтожили свои ядерные боеприпасы, однако это предложение было в свою очередь отвергнуто США.
В итоге план так и не был принят из-за наложения вето СССР в Совете безопасности. Комиссия прекратила свою деятельность в 1949 году. После провала «Плана Баруха» и ответной советской инициативы в мире началась ядерная гонка вооружений.

## Дополнительная информация
Бернард Барух (а не Уинстон Черчилль, как часто указывается) первым в мире в официальной обстановке употребил термин «холодная война» 16 апреля 1947 года в речи перед палатой представителей Южной Каролины для обозначения конфликта между США и Советским Союзом.
Именем Баруха назван Колледж Баруха (Барухский колледж) в городе Нью-Йорке, входящий в состав Городского университета Нью-Йорка.
В американском фильме 1944 года «Вильсон» роль Баруха (без указания в титрах) исполнил Фрэнсис Бушмен.